# Aramis Ramírez
Aramis Nin Ramírez (/əˈrɑːmᵻs/; nascido em 25 de junho de 1978) é um ex-jogador dominicano de beisebol profissional e que atuou como terceira base, jogando 18 temporadas na Major League Baseball (MLB) pelo Pittsburgh Pirates, Chicago Cubs e Milwaukee Brewers. Foi convocado para o All-Star três vezes durante sua carreira.
Começou sua carreira profissional com os Pirates em 1998, antes de ser negociado com o Chicago Cubs em 2003. Em 12 de novembro de 2006, Ramírez assinou um contrato de cinco anos com o Cubs. Em 12 de dezembro de 2011, assinou com o Milwaukee Brewers por três. Em 23 de julho de 2015, foi negociado para o Pittsburgh exatamente 12 anos após sua primeira negociação, onde ele terminaria sua carreira.